# Nemanja Janković
Nemanja Janković (serbisch-kyrillisch Немања Јанковић; * 7. Februar 1988 in Belgrad, SFR Jugoslawien) ist ein ehemaliger serbischer Eishockeyspieler und -trainer, der mit der serbischen Nationalmannschaft an fünf Weltmeisterschaften (einmal in der Division I, viermal in der Division II) teilgenommen hat.

## Karriere
Nemanja Janković begann seine Karriere als Eishockeyspieler bei den Bradford Rattlers, für die er bis 2008 in der Greater Metro Junior A Hockey League spielte. Anschließend spielte er von 2008 bis 2012 für das Team der Finlandia University aus Michigan in der dritten Division der National Collegiate Athletic Association und wurde dabei 2010 und 2011 in das All-Academic-Team der Liga gewählt. Seit 2013 ist er in der heimischen serbischen Eishockeyliga aktiv und wurde dort mit dem HK Partizan Belgrad 2014, 2015 und 2016 serbischer Meister. Nach dem dritten Meistertitel wechselte er zum Lokalrivalen HK Belgrad. Von 2017 bis 2019 unterbrach er seine aktive Laufbahn und schloss sich anschließend dem KHL Sisak aus der kroatischen Eishockeyliga an, wo er 2021 seine Karriere beendete.

### International
Für Serbien und Montenegro nahm Janković an der Division II der U-18-Weltmeisterschaften 2004, 2005 und 2006 sowie der U-20-Weltmeisterschaften 2004, 2005 und 2006 teil. Nach der Abspaltung Montenegros spielte er für die rein serbische Mannschaft noch bei der U-20-Weltmeisterschaft 2007 ebenfalls in der Division II.
Im Herrenbereich spielte Janković für die serbische Mannschaft bei den Weltmeisterschaften der Division II 2007, 2012, 2013, 2014 und 2015 sowie in der Division I bei der Weltmeisterschaft 2010. Zudem vertrat er seine Farben bei der Olympiaqualifikation für die Winterspiele in Pyeongchang 2018.

### Trainerlaufbahn
Neben seiner aktiven Spielerkarriere war Janković bei der U20-Weltmeisterschaft 2014 Assistenztrainer der serbischen Juniorenauswahl, die in der Division II antrat. Zwei Jahre später war er Cheftrainer der Serben bei der U20-Weltmeisterschaft und Assistenztrainer bei der Herren-Weltmeisterschaft. Bei der Weltmeisterschaft 2017 fungierte er als Cheftrainer der serbischen Männer in der Division II, ebenso bei der Weltmeisterschaft 2019, als er die Serben zum Aufstieg in die Division I führte. Auch 2023 (Division I) und 2024 (Division II) war er Cheftrainer der Herrennationalmannschaft. Zuvor betreute er bei der Weltmeisterschaft 2022 das serbische Frauenteam in der Division III als Cheftrainer.

## Erfolge und Auszeichnungen
- 2010 All-Academic-Team der dritten Division der National Collegiate Athletic Association
- 2011 All-Academic-Team der dritten Division der National Collegiate Athletic Association
- 2014 Serbischer Meister mit dem HK Partizan Belgrad
- 2015 Serbischer Meister mit dem HK Partizan Belgrad
- 2016 Serbischer Meister mit dem HK Partizan Belgrad
- 2019 Aufstieg in die Division I, Gruppe B, bei der Weltmeisterschaft der Division II, Gruppe B (als Trainer)